# فردیناندو دو مدیچی
فردیناندو دو مدیچی (انگلیسی: Ferdinando I de' Medici, Grand Duke of Tuscany؛ ۳۰ ژوئیه ۱۵۴۹ – ۳ فوریهٔ ۱۶۰۹) دوک اعظم توسکانی از سال ۱۵۸۷ تا ۱۶۰۹ و کشیش کاتولیک اهل ایتالیا بود. او پس از مرگ برادرش فراچسکو به دوکی رسید. در دوران حکومت او دوک‌نشین بزرگ توسکانی رکود اقتصادی طولانی مدتی را تجربه کرد.